# Werner Klebba
Werner Eduard Klebba (né le 6 octobre 1885 à Rastenburg, aujourd'hui Kętrzyn, et mort le 28 avril 1961 à Berlin) est un compositeur et chef d'orchestre allemand, parfois connu sous le pseudonyme de Will Fanta. Il est le fils d’Agathon Ferdinand et Bertha (née Wittke) Klebba. 

## Travaux

### Travaux pour un orchestre harmonique
- 1958 : Hubertus-Marsch
- 1959 : Sterne von Europa
- 1960 : Hohentwiel